# Gásadalstunnilin

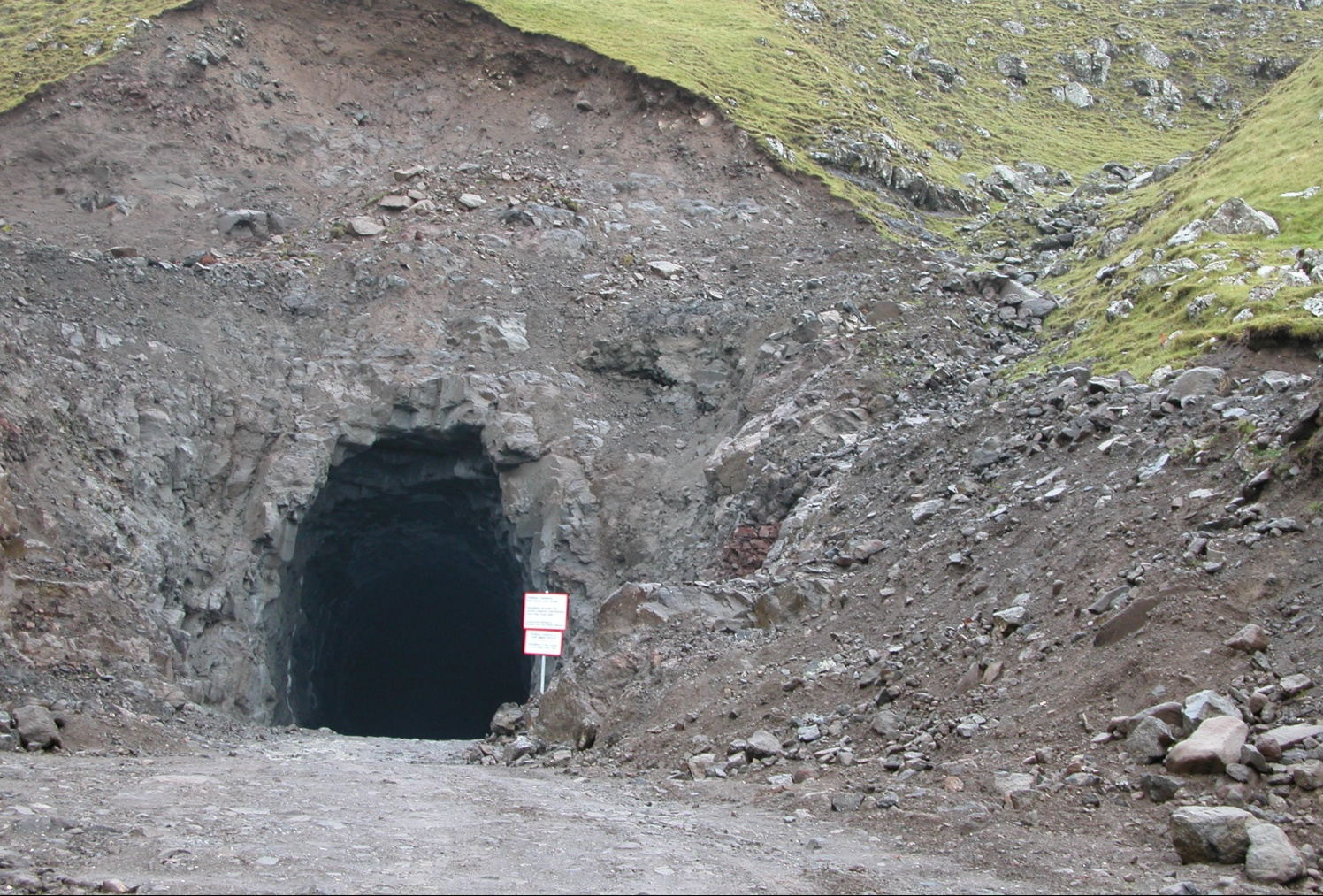
Der Tunnel im Rohbau

Der Gásadalstunnilin (dt. Gänsetalstunnel) ist ein 1,4 Kilometer langer, einspuriger Straßentunnel im Westen der färöischen Insel Vágar. Er verläuft ungefähr parallel zur Südwestküste der Insel und verbindet die Dörfer Bøur im Osten mit Gásadalur im Westen, die durch den Berg Knukarnir getrennt werden. Der Tunnel wurde 2003 für Fußgänger geöffnet. Ab Anfang 2004 konnten die Anwohner den Tunnel mit Autos befahren, für die Allgemeinheit war er aber weiterhin gesperrt. Seit 2005 kann jedermann frei durch den Tunnel fahren. Mit der Öffnung des Tunnels wurde die Hubschrauberverbindung nach Gásadalur eingestellt.
Die offizielle Eröffnung nach der endgültigen Fertigstellung war am 21. Dezember 2006. Es ist der letzte Tunnel der Färöer, der ein isoliertes Dorf mit der Außenwelt verbindet.